# Martin Thörnberg
Martin Thörnberg (* 6. srpna 1983, Jönköping, Švédsko) je švédský profesionální hráč ledního hokeje. Většinu své kariéry strávil v týmu HV71. Nastoupil i k několika mezinárodním zápasů za tým Švédska, byl účastníkem mistrovství světa v roce 2007, 2009, 2011, 2013 (zlatá medaile). Je synem bývalého švédského hráče Owe Thörnberga.

## Klubové statistiky
| Sezona      | Klub                    | Soutěž      | Základní část | Základní část | Základní část | Základní část | Základní část | Play off | Play off | Play off | Play off | Play off |
| Sezona      | Klub                    | Soutěž      | Z             | G             | A             | B             | TM            | Z        | G        | A        | B        | TM       |
| ----------- | ----------------------- | ----------- | ------------- | ------------- | ------------- | ------------- | ------------- | -------- | -------- | -------- | -------- | -------- |
| 2001/2002   | HC Dalen                | Swe. 2      |               |               |               |               |               |          |          |          |          |          |
| 2002/2003   | HV71                    | SEL         | 12            | 0             | 0             | 0             | 2             | —        | —        | —        | —        | —        |
| 2003/2004   | HV71                    | SEL         | 47            | 7             | 4             | 11            | 71            | 17       | 0        | 0        | 0        | 4        |
| 2004/2005   | HV71                    | SEL         | 28            | 2             | 0             | 2             | 18            | —        | —        | —        | —        | —        |
| 2004/2005   | IK Oskarshamn           | HAS         | 12            | 2             | 3             | 5             | 22            | —        | —        | —        | —        | —        |
| 2005/2006   | HV71                    | SEL         | 50            | 10            | 7             | 17            | 64            | 12       | 5        | 1        | 6        | 20       |
| 2006/2007   | HV71                    | SEL         | 55            | 14            | 12            | 26            | 34            | 14       | 3        | 2        | 5        | 4        |
| 2007/2008   | HV71                    | SEL         | 51            | 20            | 17            | 37            | 78            | 17       | 7        | 10       | 17       | 10       |
| 2008/2009   | HV71                    | SEL         | 51            | 27            | 11            | 38            | 88            | 18       | 10       | 3        | 13       | 29       |
| 2009/2010   | HV71                    | SEL         | 52            | 20            | 18            | 38            | 42            | 16       | 5        | 8        | 13       | 0        |
| 2010/2011   | HV71                    | SEL         | 52            | 25            | 19            | 44            | 24            | 4        | 1        | 0        | 1        | 6        |
| 2011/2012   | Torpedo Nižnij Novgorod | KHL         | 49            | 20            | 19            | 39            | 22            | 13       | 4        | 5        | 9        | 12       |
| 2012/2013   | Torpedo Nižnij Novgorod | KHL         | 52            | 26            | 12            | 38            | 34            | —        | —        | —        | —        | —        |
| 2013/2014   | HC Lev Praha            | KHL         | 53            | 18            | 13            | 31            | 34            | 22       | 7        | 6        | 13       | 12       |
| 2014/2015   | Lokomotiv Jaroslavl     | KHL         | 56            | 11            | 20            | 31            | 39            | 6        | 3        | 0        | 3        | 2        |
| 2015/2016   | HV71                    | SEL         | 49            | 11            | 22            | 33            | 20            | 6        | 2        | 4        | 6        | 0        |
| 2016/2017   | HV71                    | SEL         | 47            | 17            | 10            | 27            | 14            | 14       | 6        | 5        | 11       | 2        |
| 2017/2018   | HV71                    | SEL         | 45            | 11            | 11            | 22            | 22            | 2        | 0        | 1        | 1        | 0        |
| SEL celkově | SEL celkově             | SEL celkově | 398           | 125           | 88            | 213           | 421           | 98       | 31       | 24       | 55       | 73       |
| KHL celkově | KHL celkově             | KHL celkově | 101           | 46            | 31            | 77            | 56            | 13       | 4        | 5        | 9        | 12       |

### Reprezentační statistiky
| 2007            | Švédsko         | MS              | 7  | 2 | 1 | 3  | 6  | 4. místo |
| 2009            | Švédsko         | MS              | 9  | 0 | 3 | 3  | 2  | . místo  |
| 2011            | Švédsko         | MS              | 9  | 2 | 4 | 6  | 4  | . místo  |
| 2013            | Švédsko         | MS              | 10 | 2 | 1 | 3  | 2  | . místo  |
| Senioři celkově | Senioři celkově | Senioři celkově | 35 | 6 | 9 | 15 | 14 |          |